# 1741
1741 (MDCCXLI) je bilo navadno leto, ki se je po gregorijanskem koledarju začelo na nedeljo, po 11 dni počasnejšem julijanskem koledarju pa na četrtek.

## Dogodki
- 1. januar

## Rojstva
- 7. februar - Henry Fuseli, švicarsko-britanski slikar († 1825)
- 8. februar - André Ernest Modeste Grétry, belgijsko-francoski skladatelj († 1813)
- 13. marec - Jožef II. Habsburško-Lotarinški, rimsko-nemški cesar († 1790)
- 23. maj - Andrea Luchesi, italijanski organist in skladatelj († 1801)
- 25. avgust - Karl Friedrich Bahrdt, nemški teolog, pustolovec († 1792)
- 22. september - Peter Simon Pallas, nemški prirodoslovec in raziskovalec († 1811)
- 15. november - Johann Kaspar Lavater, švicarski pesnik in fiziognomik († 1801)

## Smrti
- 28. julij - Antonio Vivaldi, italijanski duhovnik, skladatelj (* 1678)
- 19. december - Vitus Jonassen Bering, danski pomorščak, raziskovalec (* 1681)